# 亚历山德拉·纳西门托
亚历山德拉·纳西门托（Alexandra Nascimento，1981年9月16日—），巴西女子手球運動員，亦是巴西國家女子手球隊隊員，司職右边锋。曾在2011年泛美女子手球錦標賽為巴西隊奪得冠軍；又在2011年世界女子手球錦標賽成為賽事神射手。
2008年，亚历山德拉·纳西门托代表巴西參加中國北京舉行的奥林匹克运动会女子手球比賽。